# Dick Duckett
Richard J. "Dick" Duckett (Brooklyn, Nueva York; 25 de marzo de 1933-Naples, Florida; 10 de marzo de 2021) fue un jugador de baloncesto estadounidense que jugó una temporada en la NBA, y otras dos en la CBA. Con 1,85 metros de estatura, jugaba en la posición de base.

## Trayectoria deportiva

### Universidad
Jugó durante cuatro temporadas con los Red Storm de la Universidad St. John's, interrumpidas durante dos años por el servicio militar, en las que promedió 10,6 puntos y 3,9 rebotes por partido. En 1952 llegó a disputar la final del Torneo de la NCAA, en la que cayeron ante Kansas, anotando 6 puntos y consiguiendo 2 rebotes en el partido.

### Profesional
Fue elegido en la novena posición del Draft de la NBA de 1957 por Cincinnati Royals, donde jugó una temporada, en la que promedió 3,9 puntos, 1,6 rebotes y 1,4 asistencias por partido.
Jugó dos temporadas más en la CBA antes de retirarse definitivamente.

## Estadísticas de su carrera en la NBA

### Temporada regular
| Temporada | Edad | Equipo            | Liga | P  | TIT | MIN  | TC  | TCA | %TC  | 3P | 3PA | %3P | TL  | TLA | %TL  | R.OF. | R.DEF. | REB | ASIS | ROB | TAP | PER | FP  | PTS |
| 1957-58   | 24   | Cincinnati Royals | NBA  | 34 |     | 12.5 | 1.6 | 4.6 | .342 |    |     |     | 0.7 | 0.8 | .889 |       |        | 1.6 | 1.4  |     |     |     | 1.8 | 3.9 |
| Total     |      |                   | NBA  | 34 |     | 12.5 | 1.6 | 4.6 | .342 |    |     |     | 0.7 | 0.8 | .889 |       |        | 1.6 | 1.4  |     |     |     | 1.8 | 3.9 |